# Emanuel Schikaneder
Emanuel Schikaneder, eigenlijk Johann Joseph Schikaneder (1 september 1751 – Wenen, 21 september 1812), was een veelzijdige Duitse artistieke figuur, die vooral bekendheid geniet door zijn libretto van Die Zauberflöte, de opera van Wolfgang Amadeus Mozart.
Schikaneder kwam uit een arm gezin. Als jongetje van vier jaar verhuisde hij met zijn moeder mee van Straubing naar Regensburg, waar zijn moeder, toen reeds weduwe, een winkeltje in devotionalia dreef. Als kind heeft Emanuel wel op straat of in herbergen viool gespeeld om bij te verdienen. Hij mocht het gymnasium te Regensburg bezoeken en was koorknaap bij de beroemde Regensburger Domspatzen.
Schikaneder trok vanaf 1773 met diverse theatergezelschappen langs vele theaters in Zuid-Duitsland en Oostenrijk. Hij was van 1785 tot 1786 werkzaam aan het Wiener Nationaltheater en werd directeur van het Weense Freihaustheater vanaf 1789. Onder zijn leiding vond daar de première van Singspiel Die Zauberflöte plaats. Alhoewel er lange tijd over werd getwijfeld of Schikaneder de enige librettist van deze opera was, wijst recentere literatuur duidelijk uit dat het libretto van zijn hand is, eventueel met de assistentie van zijn directe medewerkers. Er zijn in ieder geval ook aanpassingen gedaan door Mozart. Schikaneder speelde de rol van Papageno in een opvoering onder zijn regie. Hij was net als Mozart vrijmetselaar, maar geen lid van dezelfde loge als Mozart.
Hij richtte in 1799 het bekende Theater an der Wien op. Hij overleed in armoede in Wenen.

## Trivia
- De Schikaneder is een bioscoop in Wenen.

- Bibsys: 90115252
- Biblioteca Nacional de España: XX870726
- Bibliothèque nationale de France: cb11923973p (data)
- Catàleg d'autoritats de noms i títols de Catalunya: 981058609991606706
- CiNii: DA03260096
- Gemeinsame Normdatei: 11860757X
- International Standard Name Identifier: 0000 0001 0892 6519
- Library of Congress Control Number: n82227327
- Nationale Bibliotheek van Letland: 000259913
- MusicBrainz: 86104c7c-cda4-4798-a4ab-104318c7ae9c
- Bibliotheek van het Japanse parlement: 00621444
- Nationale Bibliotheek van Tsjechië: jn20000604886
- Nationale bibliotheek van Australië: 35247208
- Nationale Bibliotheek van Israël: 987007267614405171
- Nationale Bibliotheek van Polen: a0000002430059
- Nationale en Universitaire bibliotheek Zagreb: 000061122
- Nederlandse Thesaurus van Auteursnamen: 069904839
- Réseau des bibliothèques de Suisse occidentale: 02-A003796392
- Istituto Centrale per il Catalogo Unico: TO0V075939
- LIBRIS: 288891
- SNAC: w6d51xd6
- Système universitaire de documentation: 035789700
- Trove: 880956
- Union List of Artist Names: 500397680
- Virtual International Authority File: 44305261
- WorldCat: E39PBJc3HmH8TGRJjr489j4wmd